# 紀堯姆·佩皮

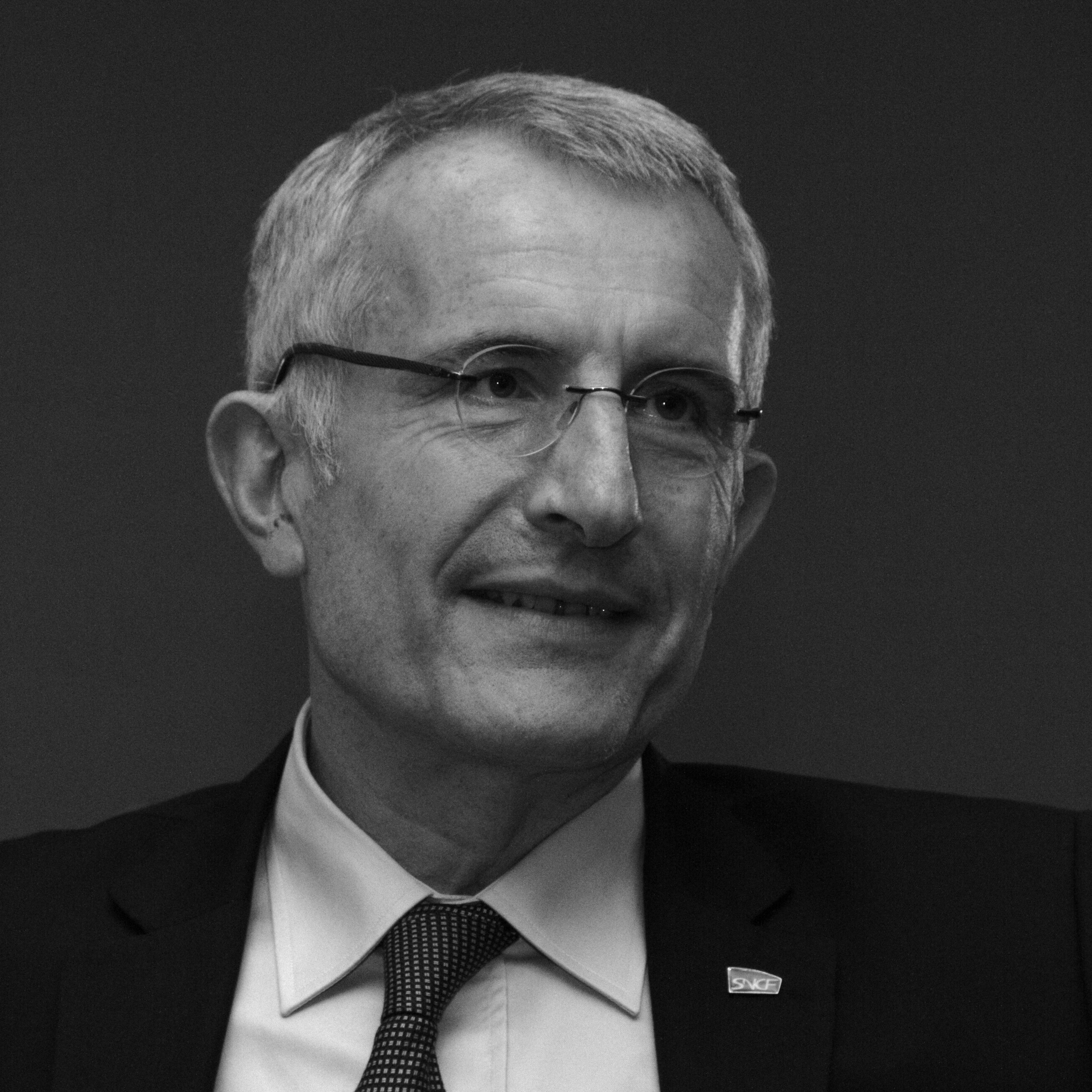
纪尧姆·佩皮 2013

纪尧姆·佩皮（Guillaume Pepy，1958年5月26日—），出生于法国巴黎近郊的塞纳河畔讷伊，是法国政府的高级官员，2008年2月27日到2019年10月31日间任法国国家铁路集团主席。
他同时兼任法国国务院委员，苏伊士环境集团董事会会员，蒙田研究所（Institut Montaigne）研究员，法国世纪俱乐部理事会会员。

## 简历
纪尧姆·佩皮毕业于巴黎政治学院和法国国立行政大学。毕业后先后做过国务院的审计师(1984)、报告员(1986-87)、查询主管(1987)，国务院副秘书长（1987-88），财政预算部长的技术顾问(1988)，公共职能部部长办公室主任(1990-91)，劳工部部长办公室主任(1991-93)。
他的主要职业生涯在法国国家铁路集团。1988年，他第一次进入国铁集团，担任集团主席的办公室主任(1988-90)。后来在左派政府的部长办公室工作了三年(1990-93)，又返回国铁集团担任投资、经济、战略部的主任(1993-95)。
1995-97年，他被任命为Sofres集团发展副总裁。
1997年，他返回国铁集团出任长途铁路运输(Grandes Lignes)业务部主任。1998-2003年，又担任所有铁路运输(Grandes Lignes，Ter, Transilien, Matériel, Traction)业务总经理。他制定了按客流量灵活定价的政策以提高火车利用率，并创建了第一家网上旅游公司(voyages-sncf.com)和网上售票(iDTGV)。
2003年，纪尧姆·佩皮被国铁集团主席任命为集团执行总裁。2007年负责成立了高速铁路运营商欧洲联盟(Railteam)。
2008年2月，法国总统尼古拉·萨科齐任命他为法国国家铁路主席。2019年10月31日卸任，由让·皮埃尔·法兰多接任。

## 荣誉
纪尧姆·佩皮于2001年获法国骑士荣誉勋章，2006年获法国军官功勋勋章，2009年获法国军官荣誉勋章。